# Gare de Roquebrune-sur-Argens
La gare de Roquebrune-sur-Argens est une ancienne gare ferroviaire française de la ligne de Marseille-Saint-Charles à Vintimille (frontière), située sur le territoire de la commune de Roquebrune-sur-Argens, dans le département du Var en région Provence-Alpes-Côte d'Azur.
La gare mise en service en 1863 par la Compagnie des chemins de fer de Paris à Lyon et à la Méditerranée (PLM) est aujourd'hui fermée.

## Situation ferroviaire
Établie à 14 m d'altitude, la gare fermée de Roquebrune-sur-Argens est située au point kilométrique (PK) 149,348 de la Ligne de Marseille-Saint-Charles à Vintimille (frontière), entre les gares du Muy et de Puget-sur-Argens (les gares ouvertes les plus proches sont Les Arcs - Draguignan et Fréjus).

## Histoire
La Compagnie des chemins de fer de Paris à Lyon et à la Méditerranée (PLM) met en service, le 10 avril 1863 la section de la gare des Arcs - Draguignan à la gare de Cagnes-sur-Mer. La station de Roquebrune est établie à 2 km du village qui compte alors 1 825 habitants.

## Patrimoine ferroviaire
En 2011 les anciens bâtiments de la gare sont toujours présents sur le site, notamment le bâtiment voyageurs et l'abri de quai. La ligne comporte deux voies électrifiées, les quais ont disparu.